# Palazzo del vecchio ospedale
Il Palazzo del vecchio ospedale è un edificio storico situato a Paganico, frazione di Civitella Paganico, in provincia di Grosseto.

## Storia
Il complesso risale al XIII secolo e svolgeva la funzione di ospedale del centro di Paganico. Nel corso dei secoli la funzione ospedaliera è decaduta ed è stato utilizzato ad altri scopi, come fattoria, o come magazzino e come frantoio. Sulla facciata è visibile ancora oggi lo stemma della famiglia gentilizia dei Patrizi.